# バニラボーイ トゥモロー・イズ・アナザー・デイ
『バニラボーイ  トゥモロー・イズ・アナザー・デイ』は日本の青春映画作品。トリプル主演であるSixTONESのメンバー、ジェシー、松村北斗、田中樹のキャスティング後に脚本が製作された完全オリジナル作品となっている。

## あらすじ
海のない栃木県の国守高校で丘サーフィン部に所属する平凡でややイケてない高校生・太田和毅(ジェシー)は、幼馴染の天才で自信家のクールなイケメン林秀太(松村北斗)、同じく幼馴染で頭が良く人並み外れた身体能力を持つ松永英男(田中樹)、イケメン気取りのチャラ男城島拓人(小西成弥)、二次元好きで大食いの坂東幸治(前田航基)の総勢５名の部員で、日々地上でのパドリング練習に明け暮れていた。
一見普通の高校生である太田であったが、実は彼が平穏無事な普通の生活を過ごすことで世界平和が保たれるという特殊能力(バカフライエフェクト)を持つ超重要人物であった。そんな自分の能力に全く無自覚である太田を守るべく、日本政府は国家機密として秘密裏に国守高校の教師陣、幼馴染の林と松永に守衛・監視する使命を与えていた。
太田が才色兼備の謎の転校生三井清美(竹富聖花)に恋した事がきっかけとなり、平凡だった日常に次々と異変が起こり始める。
太田の能力の悪用を企むテロリストの陰謀にはまり沖縄合宿に招待されたサーフィン部員と新マネージャー女子が駅伝大会に参加し危機に立ち向かう。
日本政府、NSA(アメリカ国家安全保障局)、テロリストまでもが登場し、太田の特殊能力を巡り大騒動を繰り広げる。地球の危機、愛する人を救う勇気、世界平和についても言及されている、アクション・SF・コメディ要素が散りばめられた青春群像劇である。

## キャスト
- 太田和毅 - ジェシー（SixTONES）
- 林秀太 - 松村北斗 (SixTONES）
- 松永英男 - 田中樹（SixTONES）
- 三井清美 - 竹富聖花
- 城島拓人 - 小西成弥
- 坂東幸治 - 前田航基
- 片桐いづみ - 美山加恋
- 吉岡基子 - 山﨑萌香
- 矢島正蔵 - 西村和彦
- 村井幹男 - 姜暢雄
- 飯塚立子 - 北川弘美
- 杉下 - 須賀貴匡
- 桜木 - 平田敦子
- 夏亀雄三 - 大高洋夫
- 高校教師 - 土平ドンペイ
- ジェニファー・ジョリー - 高橋ユウ
- ノッチ（デンジャラス）
- ドン・タッパーリア - ブラザートム
- 榎本純平 - 要潤
- 北村将生 - 船越英一郎

## 劇中曲
『パスタ』
作詞 ハブ・アイ・スクリーム
作曲 ポジティブ次元

## スタッフ
- 監督：根本和政
- 脚本：保木本真也、根本和政
- エグゼクティブプロデューサー：宮本匡章
- プロデューサー：中野イレーヌ
- アソシエイトプロデューサー：枡井妙子、竹本美由紀
- ラインプロデューサー：岸根明
- 技術プロデューサー：友枝裕治
- 美術プロデューサー：津留啓亮
- 音楽プロデューサー：HAB I SCREAM
- 音楽：ポジティブ次元
- 撮影：橋本清明
- 照明：白石雄二
- 録音：芦原邦雄
- 映像：堀口昌幸
- 美術：桜井陽一
- 編集：安部華子
- 記録：森由布子
- 助監督：戸塚寛人
- 宣伝：深瀬和美、長友清顕
- 配給：クロックワークス
- 製作：バニラボーイ製作委員会

## 封切り
2016年9月3日より全国52映画館で上映、同年8月15日に完成披露試写会が開催され、主演のジェシー、松村北斗、田中樹の3人の他、小西成弥、前田航基が学ラン姿で登壇、8月26日には、愛知・大阪の2都市で先行上映され、ジェシー、松村北斗、田中樹の3人が根本和政監督とともに舞台挨拶に登壇した。
ぴあ映画初日満足度ランキングは第3位に、小規模公開映画作品 週末観客動員数は、公開一週目に第3位にランクインを果たす。
一般上映終了後、TOHOシネマズ株式会社が運営するチケット共同購入サイト『ドリパス』の上映候補作品に上がると即日復活上映決定。2017年1月22日、お台場シネマメディアージュにて復活上映を果たす。

### DVDリリース・派生作品
- DVD・Blu-rayBOX（豪華版・通常版の各2種、2017年12月20日発売、TCエンタテインメント株式会社）[7]

2017年12月20日発売のBlu-ray・DVDはオリコンデイリーDVD映画ランキング第1位、オリコンデイリーBlu-ray総合ランキング第8位、オリコンデイリー DVD総合ランキング第12位を獲得。
またオリコン週間ランキング 2017年12月18日～2017年12月24日は、DVD映画ランキング第1位、DVD総合ランキング第17位、Blu-ray映画ランキング第9位を獲得。